# Hendea fiordensis
Hendea fiordensis är en spindeldjursart som beskrevs av Forster 1954. Hendea fiordensis ingår i släktet Hendea och familjen Triaenonychidae. Inga underarter finns listade i Catalogue of Life.